# Macrocera suppositia
Macrocera suppositia är en tvåvingeart som beskrevs av Tollet 1955. Macrocera suppositia ingår i släktet Macrocera och familjen platthornsmyggor.
Artens utbredningsområde är Kongo. Inga underarter finns listade i Catalogue of Life.